# Demografija Prozora
Po posljednjem službenom popisu stanovništva iz 1991. godine, općina Prozor-Rama imala je 19.760 stanovnika, raspoređenih u 56 naselja.
Nacionalni sastav:
- Hrvati - 12.259 (62,03%)
- Muslimani - Bošnjaci - 7.226 (36,56%)
- Srbi - 45 (0,22%)
- Jugoslaveni - 100 (0,50%)
- ostali - 130 (0,65%)

Nacionalni sastav 1971. godine, bio je sljedeći:
ukupno: 17.963 
- Hrvati - 11.792 (65,64%)
- Muslimani - 5.988 (33,33%)
- Srbi - 94 (0,52%)
- Jugoslaveni - 42 (0,23%)
- ostali - 47 (0,28%)